# Regnelidijum
Regnelidijum (lat. Regnellidium), monotipski biljni rod iz portodice raznorotkovki. Domovina joj je Južna Amerika, a raste na jugu Brazila,  sjevernoj Argentini i Urugvaju. Uvezena je i u američku državu Ohio.
Jedina vrsta je Regnellidium diphyllum.

## Vanjske poveznice
|  | Zajednički poslužitelj ima još gradiva o temi Regnellidium |
|  | Wikivrste imaju podatke o taksonu Regnellidium             |